# Saint-Ouen-de-Sécherouvre
Saint-Ouen-de-Sécherouvre è un comune francese di 195 abitanti situato nel dipartimento dell'Orne nella regione della Normandia.

## Società

### Evoluzione demografica
Abitanti censiti